# Los Angeles, The Voices
Los Angeles, The Voices, of kortweg LA, The Voices (oftewel: De Engelen, De Stemmen) was een Nederlandse mannengroep van drie zangers: Richy Brown, Roy van den Akker en Peter William Strykes, die eigenlijk Peter Struijck heet. Het was een zangformatie bestaande uit klassiek en musical geschoolde mannen die een repertoire bracht dat leek op het Britse Il Divo versus Marco Borsato. De zangformatie bestond bij de oprichting in 2010 uit vijf mannen; ze werd opgericht door Gordon, die echter sinds 2013 geen deel meer uitmaakt van de groep. Ook Remko Harms heeft de groep verlaten, in 2016, om een solocarrière op te zetten.
Op 6 december 2010 ontving de groep in een uitverkocht theater Carré, waar zij hun eerste concert gaven, hun eerste gouden plaat (25.000 exemplaren verkocht) voor het gelijknamige debuutalbum dat sinds 19 november 2010 te koop was. Op Nieuwjaarsdag 2011 werd een registratie van het concert uitgezonden op RTL 4.

## Geschiedenis
Tijdens de Uitmarkt 2010 zou Los Angeles, The Voices gepresenteerd worden, maar vanwege slechte weersomstandigheden werd het optreden geannuleerd.
De eerste single heette Blijf veilig bij mij en verscheen op 10 september 2010. Deze single liet de groep dezelfde avond horen tijdens haar debuutoptreden in de finale van Holland's Got Talent, waar Gordon in de jury zit. Vanaf het moment dat de single was te downloaden, bereikte deze vrij snel de derde plaats in de download Top 200 van iTunes. Ook waren ze tijdens de promotie die week te zien in Life4You en Koffietijd en te horen op 100%NL. Gordon gaf aan dat hij graag met deze groep naar het Eurovisiesongfestival wilde. 
Op 1 november 2010 zou het debuutalbum met de titel Los Angeles uitkomen. Dit werd verplaatst naar 19 november, vanwege het overlijden van de moeder van Gordon. De eerste single was Blijf veilig bij mij met een Nederlandse tekst van Gordon en een compositie van Sean Buttler en Niel Schoonbee, beiden uit Zuid-Afrika. Op het album stonden 13 nummers, waarvan de titelsong was gecomponeerd door Gordon. Voor 8 liedjes schreef hij de tekst. Op het album stond ook een Spaans nummer 'Tu me das Alas', met een tekst van Alma Nieto. 
Op 6 december 2010 ontving de groep in Carré uit handen van Tineke de Nooij een gouden plaat voor de verkoop van meer dan 25.000 albums. Het concert van die avond werd op oudejaarsavond 2010 uitgezonden. Op 18 mei 2011 is bekendgemaakt dat Gordon na Toppers in Concert 2011 - The Royal Party for Kings and Queens definitief uit De Toppers stapt, om zich volledig te kunnen richten op Los Angeles: The Voices. In mei 2011 was de groep ook te gast bij de concerten van De Toppers in de Amsterdam ArenA. 
In augustus 2012 werd de groep geweerd van Dutch Valley vanwege negatieve reclame van Gordon. Uiteindelijk werd het incident gesust.
In het najaar van 2012 schreef de groep zich in om mee te doen aan Die Grosse Entscheidungsshow in Zwitserland, met als doel Zwitserland te vertegenwoordigen op het Eurovisiesongfestival 2013. De groep had zich ingeschreven met twee liedjes: Wild White Horses en Change Is Gonna Come, maar ging niet door naar de finale van Die Grosse Entscheidungsshow. 
Op 14 maart 2013 werd bekendgemaakt dat Gordon uit de groep stapte. Gordon was te druk met zijn eigen carrière en wilde niet het succes van de groep in de weg staan. Gordons laatste optreden met de groep was op 31 maart 2013.  
Op 27 januari 2016 werd bekendgemaakt dat Remko Harms de groep had verlaten. De groep stond daarna nog in de dinnershow Brooklyn Nights, hier zong Robbert Besselaar met ze mee. In januari 2017 werd bekendgemaakt dat Peter Strykes aan kanker leed. In 2019 is de groep stilletjes gestopt en treden de leden enkel nog solo op.

## Discografie

### Albums
| Album met eventuele hitnotering(en) in de Nederlandse Album Top 100 | Datum van verschijnen | Datum van binnenkomst | Hoogste positie | Aantal weken | Opmerkingen |
| ------------------------------------------------------------------- | --------------------- | --------------------- | --------------- | ------------ | ----------- |
| Los Angeles                                                         | 19-11-2010            | 27-11-2010            | 1(1wk)          | 50           | Platina     |
| Los Angeles The Voices II - Because we believe                      | 04-11-2011            | 12-11-2011            | 1(1wk)          | 48           | Goud        |
| A Christmas spectacular                                             | 05-12-2011            | 10-12-2011            | 11              | 8            |             |
| The giftbox                                                         | 09-12-2011            | 17-12-2011            | 56              | 6            | Box set     |
| Geloof, hoop en liefde                                              | 2013                  | 02-02-2013            | 1(1wk)          | 13           |             |
| Dit zijn wij                                                        | 2013                  | 30-11-2013            | 31              | 1            |             |

### Singles
| Single met eventuele hitnotering(en) in de Nederlandse Top 40 | Datum van verschijnen | Datum van binnenkomst | Hoogste positie | Aantal weken | Opmerkingen                                                                                                 |
| ------------------------------------------------------------- | --------------------- | --------------------- | --------------- | ------------ | --- |
| Blijf veilig bij mij                                          | 10-09-2010            | 25-09-2010            | 34              | 3            | Nr. 16 in de Single Top 100                                                                                 |
| S.O.S. d'un terrien en détresse                               | 2010                  | 08-01-2010            | tip19           | -            | Nr. 50 in de Single Top 100                                                                                 |
| Ware liefde                                                   | 2011                  | -                     |                 |              | Nr. 97 in de Single Top 100                                                                                 |
| Jij geeft mij vleugels                                        | 2011                  | -                     |                 |              | Nr. 77 in de Single Top 100                                                                                 |
| Mijn laatste lied voor jou                                    | 27-06-2011            | 02-07-2011            | tip19           | -            | Nr. 6 in de Single Top 100                                                                                  |
| Loop naar het licht                                           | 2011                  | 15-10-2011            | 34              | 3            | Nr. 6 in de Single Top 100                                                                                  |
| Wereldwijd orkest                                             | 2011                  | 03-12-2011            | 12              | 4            | Als onderdeel van Diverse artiesten / met Het Metropole Orkest & Vince Mendoza / Nr. 1 in de Single Top 100 |
| Hart van een leeuw                                            | 2012                  | -                     |                 |              | Nr. 91 in de Single Top 100                                                                                 |

## Trivia
- De single "Blijf veilig bij mij maakte zijn debuut op de radio bij de "TinekeShow" op Radio 5 op 10 september 2010. Daarvoor was het ook het nummer Ik weet het nou te horen van de groep. De tweede single maakte zijn debuut bij het programma Sta op tegen Kanker.
- De debuutsingle werd voor het eerst live gezongen tijdens de finale van Holland's Got Talent.
- De single Blijf veilig bij mij is een cover van Jy's veilig by my van de Zuid-Afrikaanse groep Romanz die in het Afrikaans zingt. De Nederlandse versie van het nummer is een directe omzetting van het Afrikaanse nummer.
- De single Jij geeft me vleugels is een cover van Neem my op vlerke van de Zuid-Afrikaanse zangeres Anneli van Rooyen die in het Afrikaans zingt.
- In eerste instantie zou het nummer Ware Liefde de eerste single van de groep worden. Het nummer is een in het Nederlands vertaalde versie van Bly Getrou Aan Jou Liefde van de Zuid-Afrikaanse band Romanz, die het nummer in 2009 uitbracht.
- De single Loop naar het licht is een cover van het gospelnummer Testify to Love van de singer-songwriter Ralph van Manen. Het Amerikaanse Avalon haalde met dit nummer een nummer 1 hitnotering in Amerika en won een GMA Dove Award in 1998.
- In 2014 deed Remko mee aan The Voice of Holland, hij kwam tot de Battles. In 2019 deden ook Roy en Richy mee. Voor Roy werd niet gedraaid, Richy kwam tot de Battles.
- In 2012 deed het programma Koefnoen met het lied Gebakken lucht een humoristische parodie op het lied Loop naar het licht.